# Denso Airybees
Maillots
Denso Airybees (en japonais デンソー・エアリービーズ, Densō Earībīzu) est un club japonais de volley-ball fondé en 1953 et basé à Nishio, évoluant pour la saison 2017-2018 en V Première Ligue.

## Palmarès
- V Première Ligue
  - Finaliste : 2008.
- Tournoi de Kurowashiki
  - Vainqueur : 2008, 2017.
- Coupe de l'impératrice
  - Vainqueur : 2010.
  - Finaliste : 2009, 2017.

## Résultats en Ligue
| Ligue               | Ligue          | Position  | Équipes | Matches | Gagné | Perdu |
| ------------------- | -------------- | --------- | ------- | ------- | ----- | ----- |
| Japon Ligue         | 20e (1986-87)  | 6e        | 8       | 21      | 6     | 15    |
| Japon Ligue         | 21e (1987-88)  | 6e        | 8       | 14      | 5     | 9     |
| Japon Ligue         | 22e (1988-89)  | 7e        | 8       | 14      | 3     | 11    |
| V.Ligue             | 1er (1994-95)  | 7e        | 8       | 21      | 10    | 11    |
| V.Ligue             | 3e (1996-97)   | 3e        | 8       | 21      | 11    | 10    |
| V.Ligue             | 4e (1997-98)   | 5e        | 8       | 21      | 9     | 12    |
| V.Ligue             | 5e (1998-99)   | 4e        | 10      | 18      | 14    | 4     |
| V.Ligue             | 6e (1999-2000) | 6e        | 10      | 18      | 10    | 8     |
| V.Ligue             | 7e (2000-01)   | 9e        | 10      | 18      | 4     | 14    |
| V.Ligue             | 8e (2001-02)   | 8e        | 9       | 16      | 4     | 12    |
| V.Ligue             | 9e (2002-03)   | 7e        | 8       | 21      | 7     | 14    |
| V.Ligue             | 10e (2003-04)  | 9e        | 10      | 18      | 6     | 12    |
| V.Ligue             | 11e (2004-05)  | 3e        | 10      | 27      | 15    | 12    |
| V.Ligue             | 12e (2005-06)  | 9e        | 10      | 27      | 5     | 22    |
| V・Première         | 2006-07        | 7e        | 10      | 27      | 11    | 16    |
| V・Première         | 2007-08        | Finaliste | 10      | 27      | 20    | 7     |
| V・Première         | 2008-09        | 4e        | 10      | 27      | 16    | 11    |
| V・Première         | 2009-10        | 3e        | 8       | 28      | 15    | 13    |
| V・Première         | 2010-11        | 6e        | 8       | 26      | 12    | 14    |
| V・Première         | 2011-12        | 3e        | 8       | 21      | 14    | 7     |
| V・Première         | 2012-13        | 7e        | 8       | 28      | 7     | 21    |
| V・Challenge        | 2013-14        | Champion  | 10      | 18      | 17    | 1     |
| V・Première         | 2014-15        | 7e        | 8       | 21      | 6     | 15    |
| V・Première         | 2015-16        | 7e        | 8       | 21      | 8     | 13    |
| V・Challenge 1      | 2016-17        | Champion  | 8       | 21      | 19    | 2     |
| V・Première         | 2017-18        | 4e        | 8       | 21      | 11    | 10    |
| V・Ligue Division 1 | 2018–19        | 5e        | 11      | 20      | 10    | 10    |
| V・Ligue Division 1 | 2019-20        | 4e        | 12      | 21      | 18    | 3     |

## Effectifs

### Saison 2020-2021
| No                         | Nom                        | Date de naissance          | Taille                         | Poids                          | Poste                          |
| -------------------------- | -------------------------- | -------------------------- | ------------------------------ | ------------------------------ | ------------------------------ |
| 1                          | Minami Nakamoto            | 14 mai 1997                | 177                            | 69                             | Réceptionneuse-attaquante      |
| 2                          | Haruka Sekiyama            | 21 décembre 1998           | 175                            | 73                             | Centrale                       |
| 5                          | Riho Otake                 | 23 décembre 1993           | 183                            | 65                             | Centrale                       |
| 6                          | Kanami Tashiro             | 25 mars 1991               | 173                            | 70                             | Passeuse                       |
| 8                          | Airi Tahara                | 19 juillet 1996            | 161                            | 51                             | Passeuse                       |
| 9                          | Mikiha Oguchi              | 1er mai 1993               | 169                            | 58                             | Libero                         |
| 10                         | Fumika Moriya              | 7 avril 1992               | 179                            | 67                             | Centrale                       |
| 11                         | Kotoe Inoue                | 15 février 1990            | 161                            | 53                             | Libero                         |
| 12                         | Momoko Ishibashi           | 5 juin 1998                | 154                            | 52                             | Libero                         |
| 13                         | Mai Okumura                | 31 octobre 1990            | 177                            | 67                             | Centrale                       |
| 14                         | Tamaki Matsui              | 10 janvier 1998            | 170                            | 63                             | Passeuse                       |
| 15                         | Yurie Nabeya               | 15 décembre 1993           | 176                            | 55                             | Réceptionneuse-attaquante      |
| 16                         | Mami Yokota                | 10 décembre 1997           | 177                            | 62                             | Centrale                       |
| 19                         | Satomi Fukudome            | 23 novembre 1997           | 162                            | 60                             | Libero                         |
| 20                         | Reina Tokoku               | 28 avril 1999              | 176                            | 65                             | Réceptionneuse-attaquante      |
| 21                         | Rei Kudo                   | 5 décembre 1997            | 175                            | 65                             | Réceptionneuse-attaquante      |
| 22                         | Kathryn Plummer            | 16 octobre 1998            | 197                            | 88                             | Attaquante                     |
| 23                         | Rena Sano                  | 19 avril 1999              | 179                            | 64                             | Réceptionneuse-attaquante      |
| 24                         | Yuki Hyodo                 | 19 octobre 1998            | 174                            | 63                             | Réceptionneuse-attaquante      |
|                            |                            |                            |                                |                                |                                |
| Encadrement technique      | Encadrement technique      |                            | Légende                        | Légende                        | Légende                        |
| Entraîneur : Gen Kawakita  | Entraîneur : Gen Kawakita  | Entraîneur : Gen Kawakita  | : Capitaine                    | : Capitaine                    | : Capitaine                    |
| Entraîneur(s) adjoint(s) : | Entraîneur(s) adjoint(s) : | Entraîneur(s) adjoint(s) : | : Joueuse blessée actuellement | : Joueuse blessée actuellement | : Joueuse blessée actuellement |